# Lausitz

Lokaliseringskarta

Lausitz (högsorbiska: Łužica, lågsorbiska: Łužyca, latin och engelska: Lusatia, polska: Łużyce, tjeckiska: Lužice) är en historisk region mellan floderna Bóbr, Kwisa och Elbe i Centraleuropa. Enligt dagens administrativa gränser omfattar regionen delar av de tyska förbundsländerna Brandenburg och Sachsen, samt mindre delar av Nedre Schlesiens vojvodskap i sydvästra Polen och mindre områden i norra Tjeckien. 

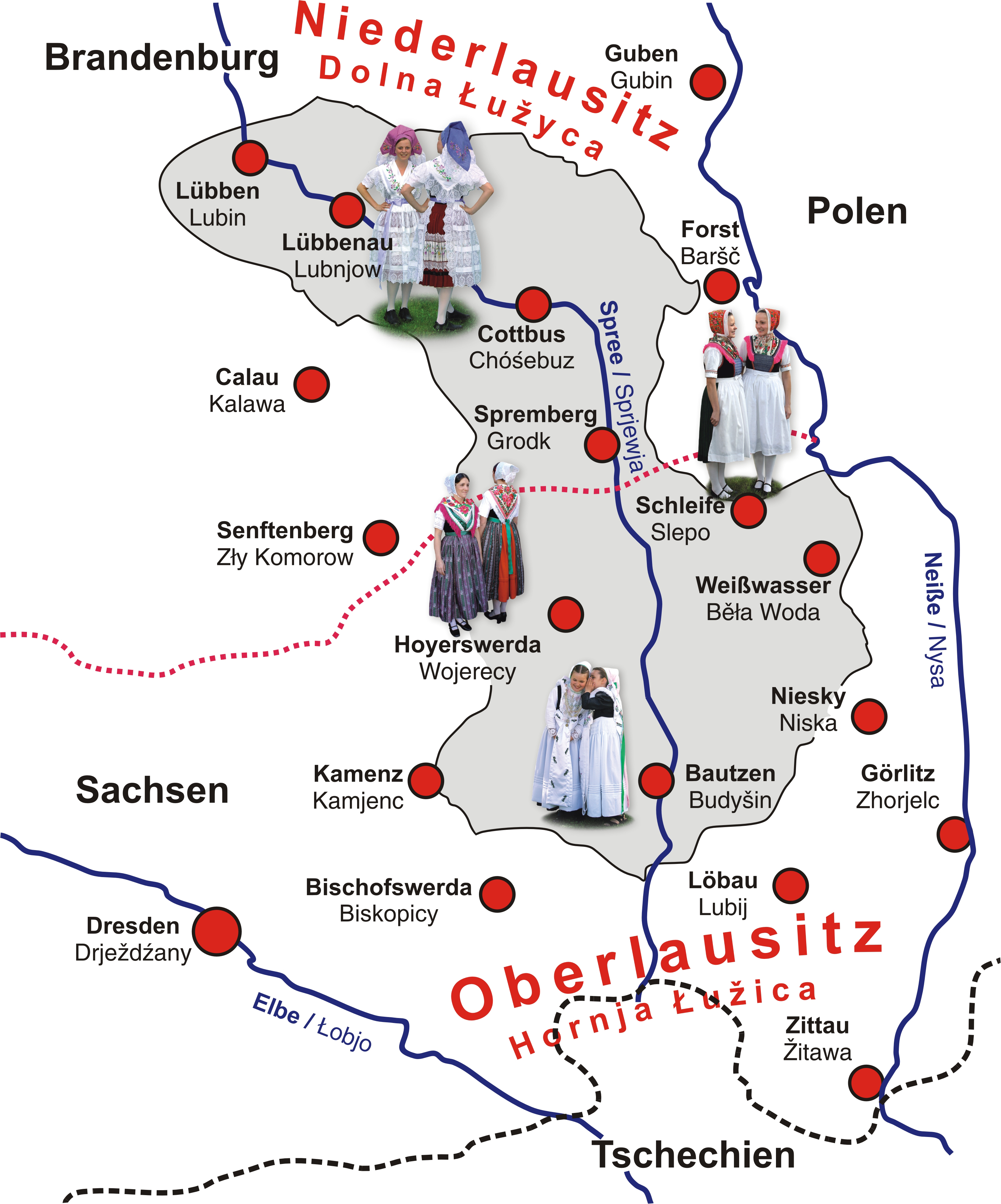
Sorber

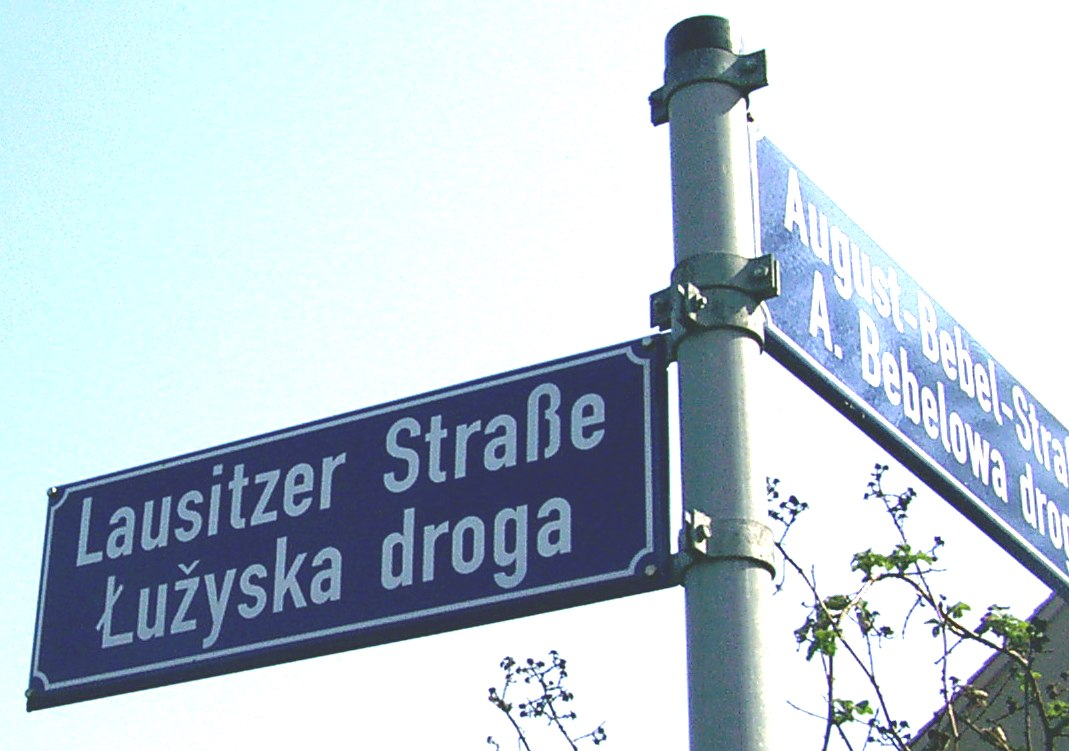
Tvåspråkig vägskylt på tyska och lågsorbiska

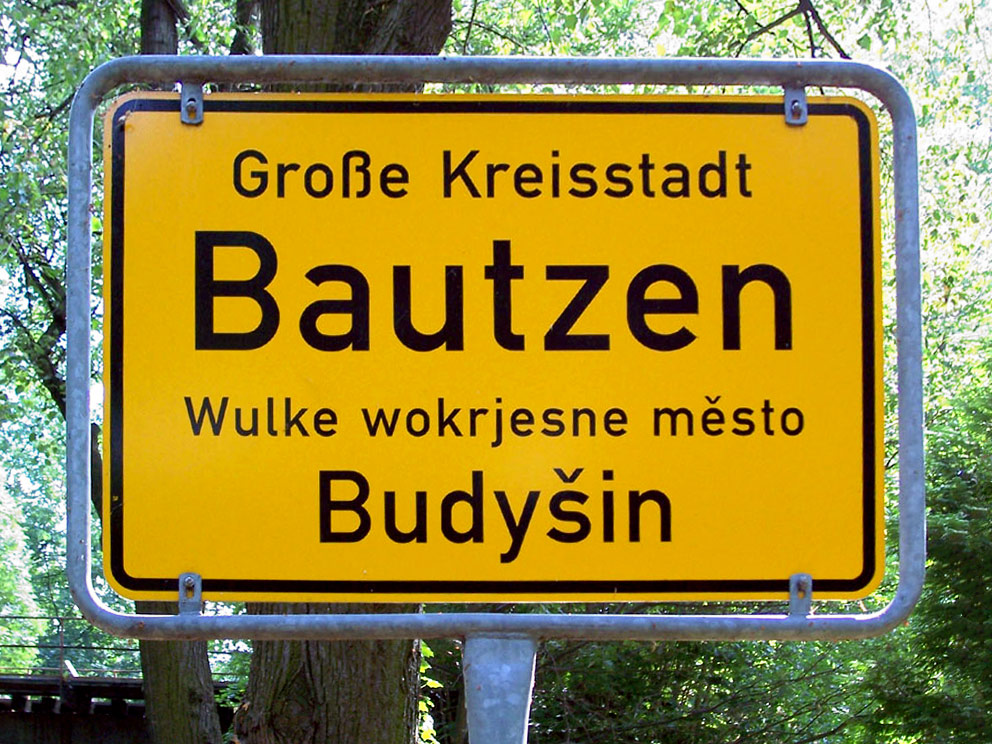
Tvåspråkig vägskylt på tyska och högsorbiska.

Lausitz indelas historiskt i två delar: 
- Niederlausitz (lågsorbiska: Dolna Łužyca) i norr, dit även Spreewald (lågsorbiska: Błota) hör, och
- Oberlausitz (högsorbiska: Hornja Łužica) i söder.

## Historia
Under medeltiden användes begreppet Lausitz endast om Niederlausitz, som fick sitt namn efter de sorbiska eller vendiska lusaterna. Området erövrades av Tysk-romerska riket i slutet av 930-talet. År 1034 blev Lausitz riksfurstendöme, och omkring 1370 införlivades det med Karl IV:s böhmiska arvland. 
Oberlausitz beboddes från 600-talet av milzenerna som var slaver. Markgrevarna av Meissen införlivade området med Tyska riket i slutet av 900-talet. Det kallades då Gau Milska eller Land Budissen (efter borgen Bautzen). År 1158 överlämnade Fredrik I landet till Böhmen, och en omfattande tysk bosättning i området startade, i samband med Ostsiedlung-epoken. 
Vid freden i Prag 1635 avträddes Lausitz till Kurfurstendömet Sachsen. År 1815 kom Niederlausitz och större delen av Oberlausitz under preussiskt styre genom Wienkongressen.

## Geografi
Regionen består ungefär till två tredjedelar av lågland som formades under senaste istiden. Här finns en blandning av moräner, hedområden och flodslätter. I södra Lausitz hittas kulliga landskap som liknar medelhöga bergsområden. Där förekommer främst granit men delvis finns basalt från vulkaner som var aktiva under oligocen och miocen. Lausitz har större fyndigheter av brunkol som utvinns i dagbrott sedan 500-talet. I dagbrott som är uttömda bildades naturparker. 

## Natur
Olika djur som försvann under industrialiseringen återkommer till Lausitz. Sedan 1998 har vargflockar sina bon i regionen. Året 2004 blev laxfiskar utsatt i floderna Schwarze Elster och Pulsnitz. I hedlandskap blev tjäder från Sverige återinförd.

## Befolkning
Den västslaviska folkgruppen sorber utgör en officiellt erkänd regional minoritetsgrupp i Lausitz. Ungefär 20 000 personer som bor i Brandenburg och ungefär 40 000 personer som bor i Sachsen räknas till gruppen, varav mellan 20 000 och 40 000 uppskattas tala sorbiska.

## Städer
Den största staden i området är Cottbus (lågsorbiska: Chóśebuz) med cirka 103 000 invånare. Historiskt var Luckau (lågsorbiska: Łuków) Niederlausitz huvudstad, och Bautzen (högsorbiska: Budyšin) Oberlausitz huvudstad. 
Andra städer i Lausitz är bland andra:
- Görlitz (högsorbiska: Zhorjelc),
- Hoyerswerda (högsorbiska: Wojerecy),
- Senftenberg (lågsorbiska: Zły Komorow),
- Spremberg (lågsorbiska: Grodk),
- Calau (lågsorbiska: Kalawa),
- Lauchhammer (lågsorbiska: Łuchow),
- Forst (Lausitz) (lågsorbiska: Baršć),
- Guben (lågsorbiska: Gubin),
- Herzberg (lågsorbiska: Sośnica),
- Finsterwalde (lågsorbiska: Grabin),
- Lübbenau (lågsorbiska: Lubnjow),
- Lübben (lågsorbiska: Lubin),
- Bad Liebenwerda (lågsorbiska: Rukow),
- Elsterwerda (lågsorbiska: Wikow),
- Weißwasser (högsorbiska: Běła Woda),
- Kamenz (högsorbiska: Kamjenc),
- Bischofswerda (högsorbiska: Biskopicy),
- Löbau (högsorbiska: Lubij) och
- Zittau (högsorbiska: Žitawa).

## Galleri

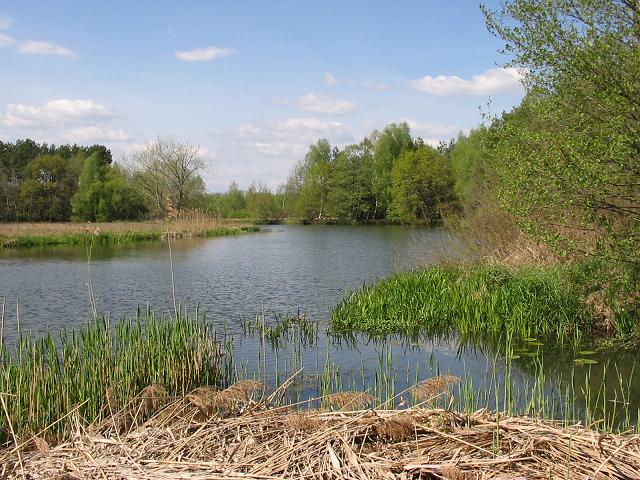
Spree nära Lübben.
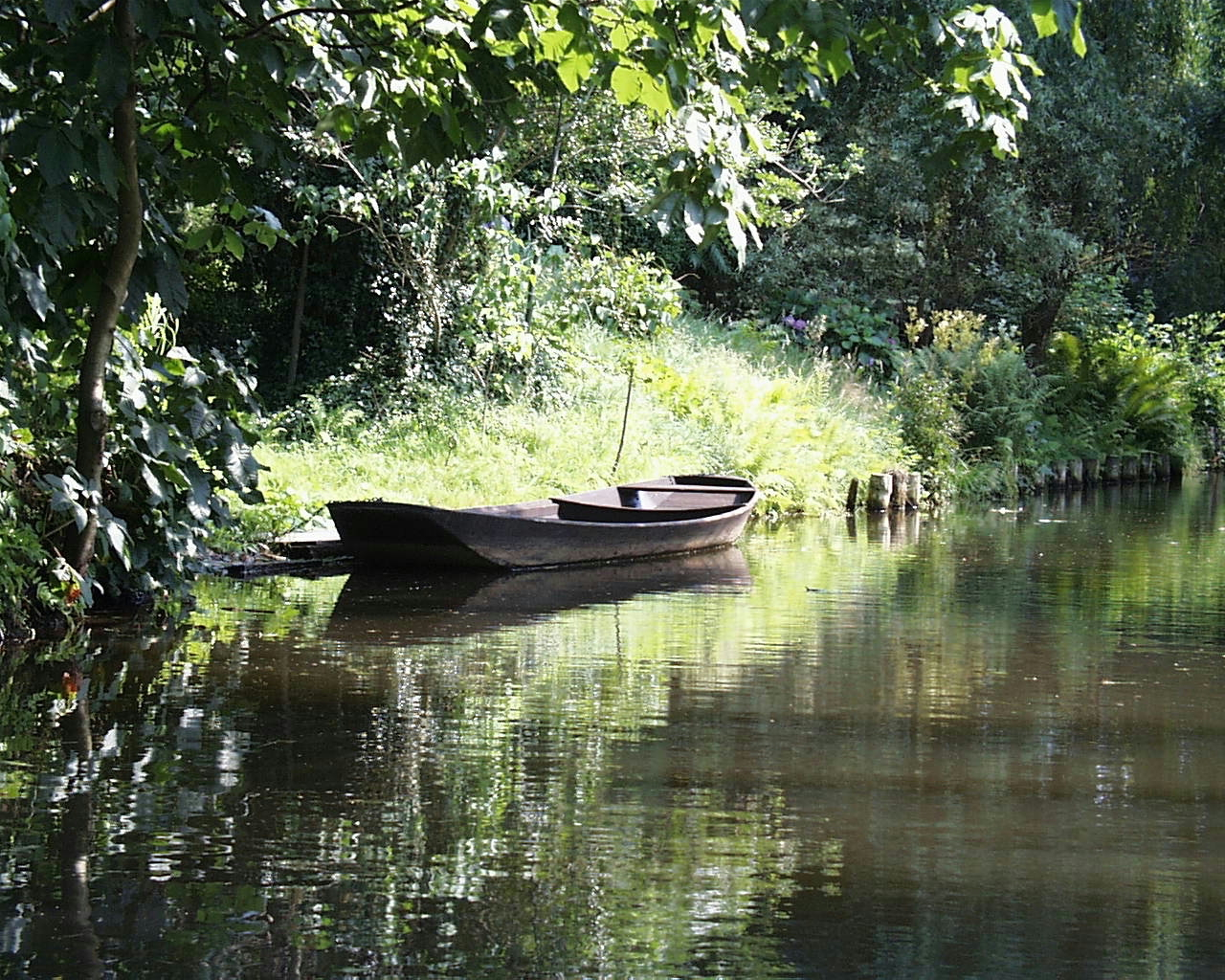
Spreewald.
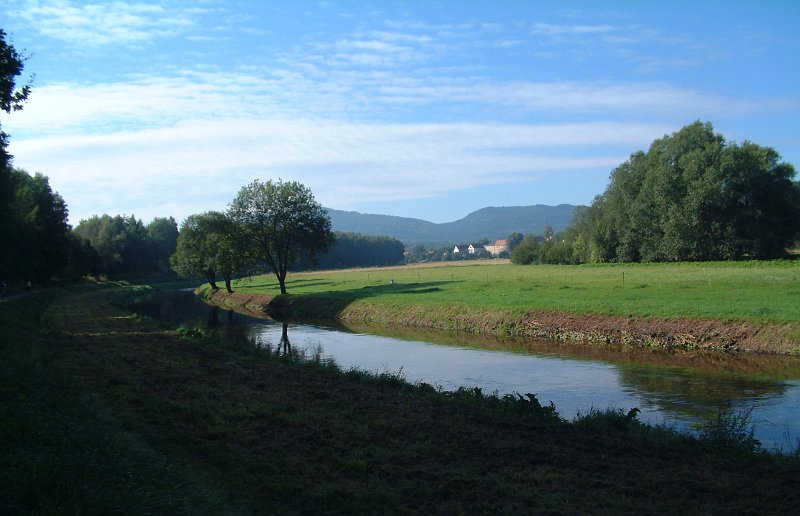
Lausitzer Neisse vid Zittau.
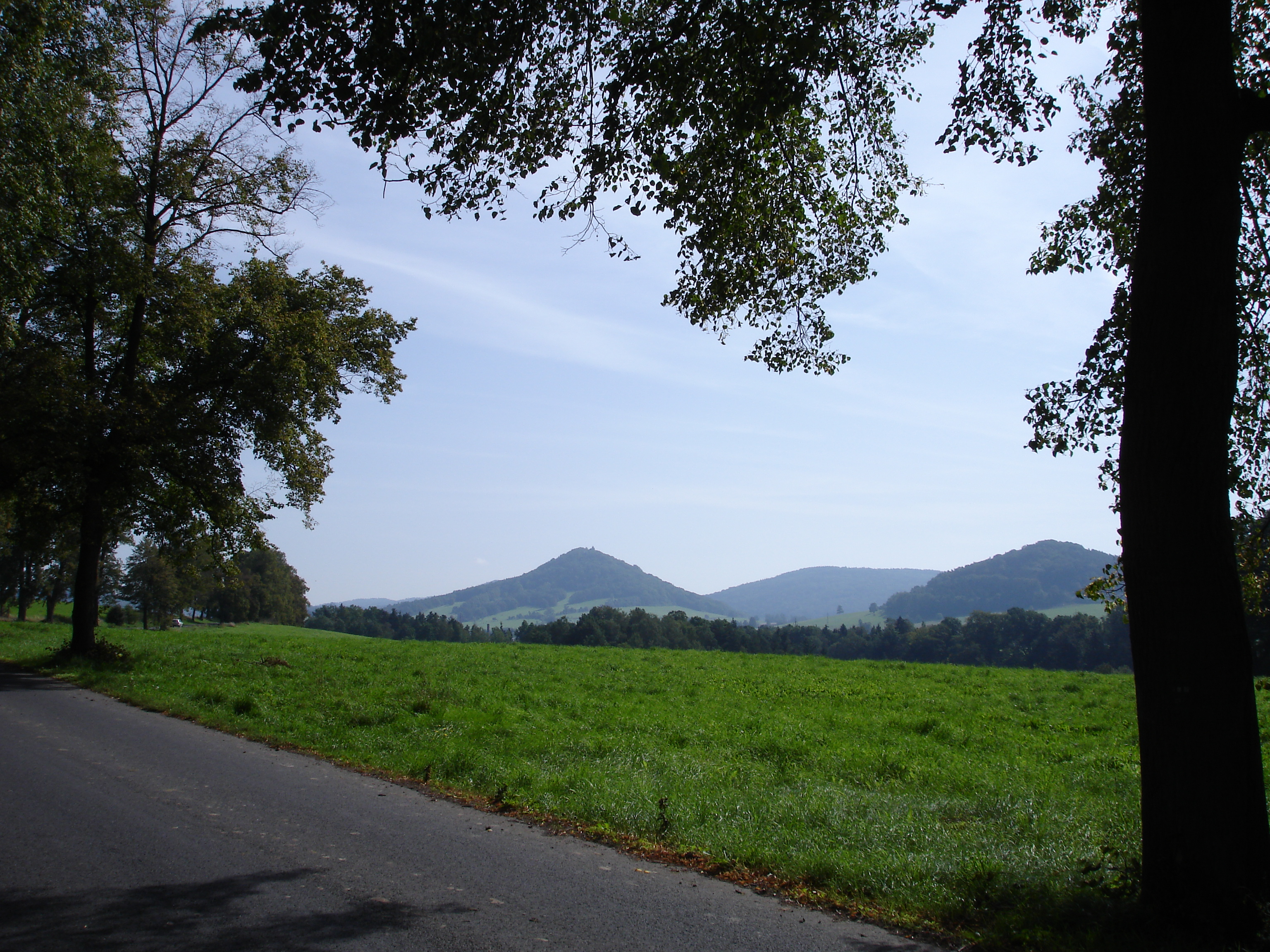
Lausitzer Bergland.
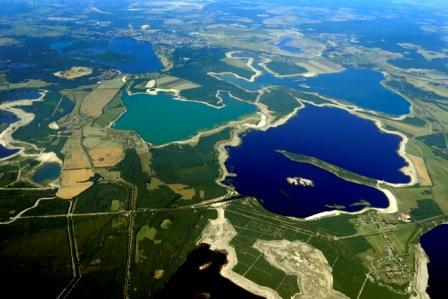
Lausitzer Seenland.
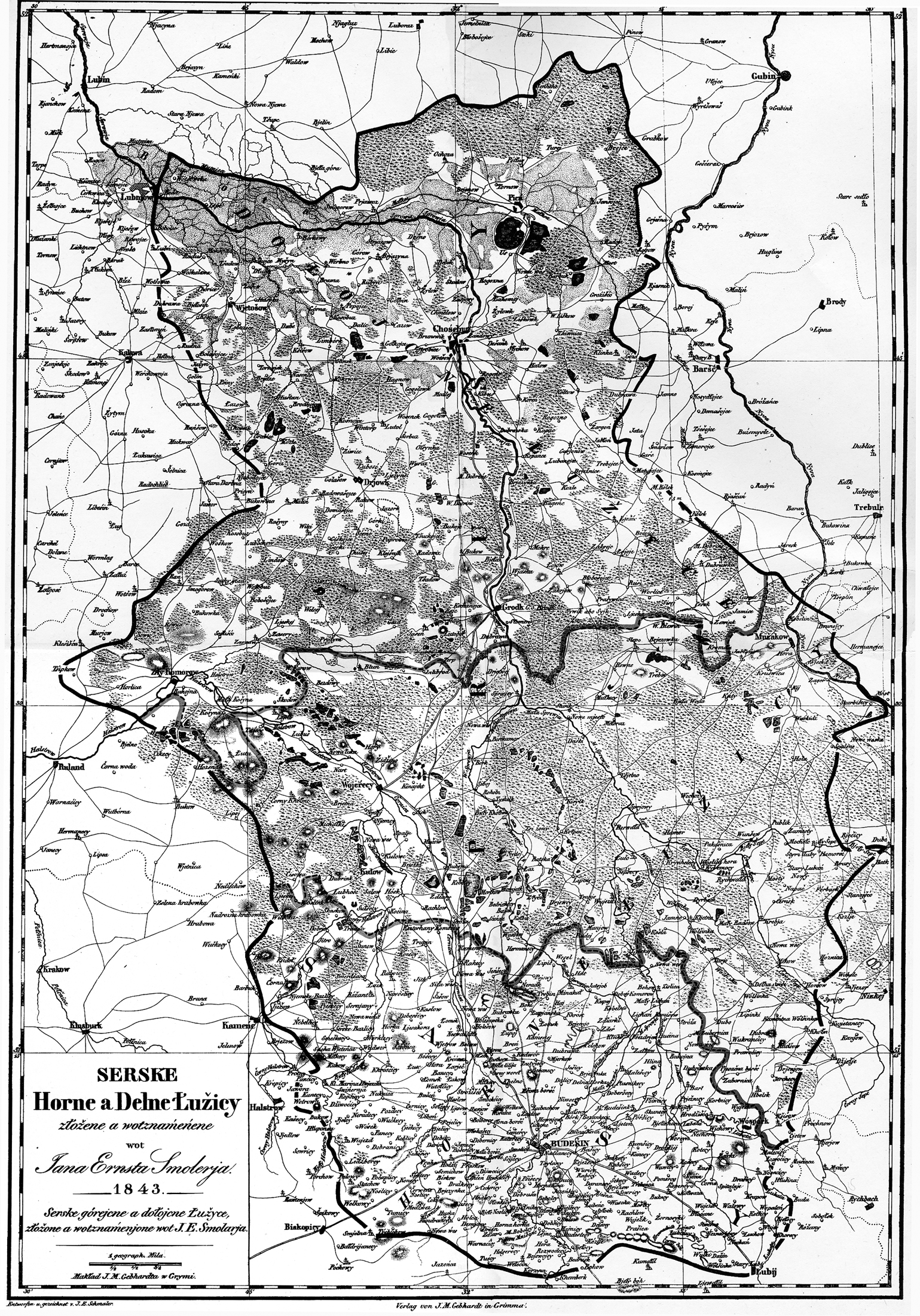
Sorber, 1843.
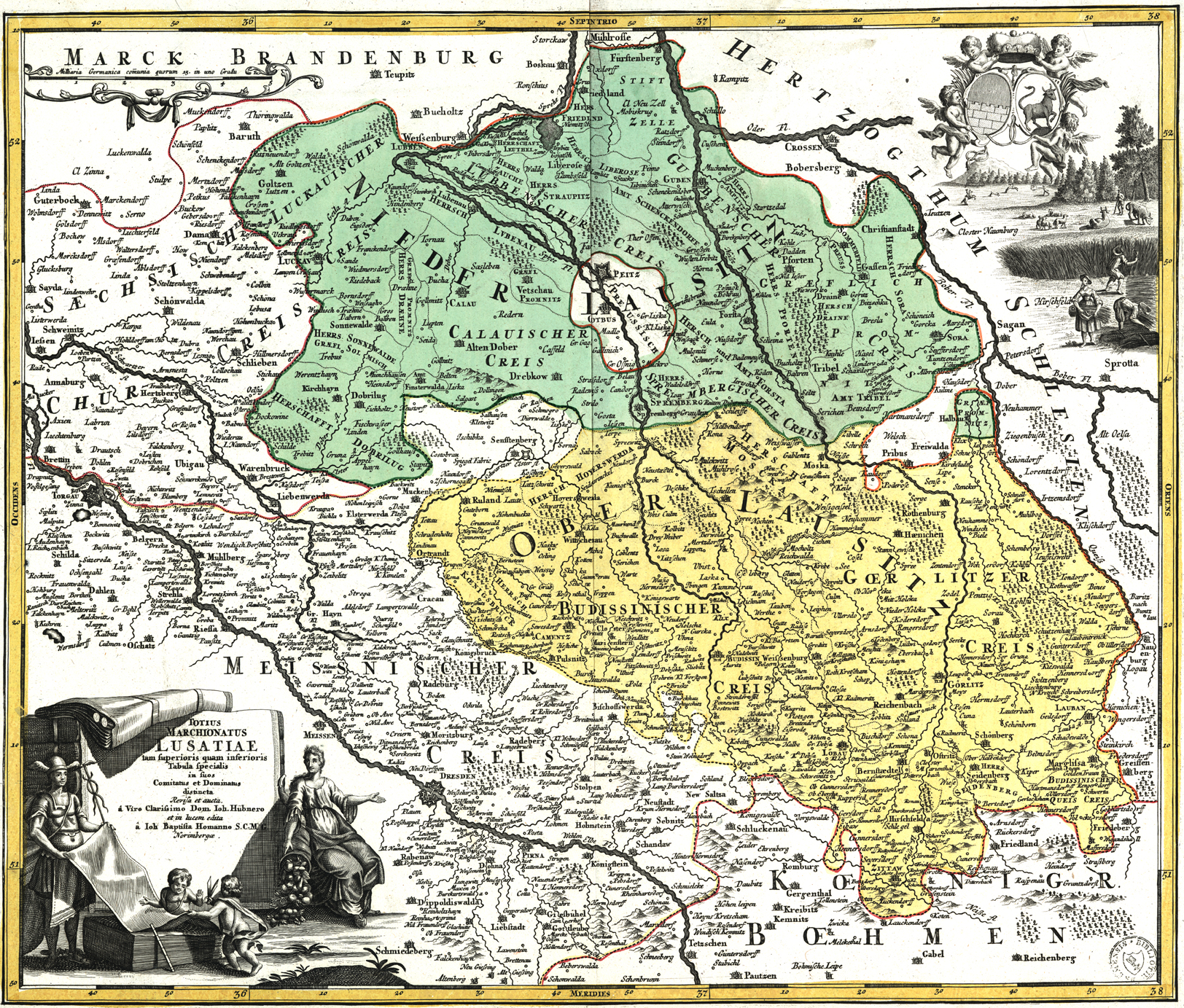
Karta över Lausitz från 1700-talet.